# Tüskésrájafélék
A tüskésrájafélék (Dasyatidae) a porcos halak (Chondrichthyes) osztályába és a sasrájaalakúak (Myliobatiformes) rendjébe tartozó család.
A családba tartozó pontos fajszám még ismeretlen, mivel egyes korábban önálló fajnak vélt taxon, más szinonimájának bizonyult; így megtörténhet, hogy egyes faj két különböző név alatt, két nemben is szerepelhet (legalábbis egyelőre).

## Rendszerezés
A családba az alábbi 19 nem tartozik:
- Bathytoshia Whitley, 1933 - 3 faj
- Brevitrygon Last, Naylor & Manjaji-Matsumoto, 2016 - 4 faj
- Dasyatis Rafinesque, 1810 – 7-12 faj
- Fluvitrygon Last, Naylor & Manjaji-Matsumoto, 2016 - 3 faj
- Fontitrygon Last, Naylor & Manjaji-Matsumoto, 2016 - 6 faj
- Hemitrygon J. P. Müller & Henle, 1838 - 10 faj
- Himantura J. P. Müller & Henle, 1837 – 15 faj
- Hypanus Rafinesque, 1818 - 8 faj
- Maculabatis Last, Naylor & Manjaji-Matsumoto, 2016 - 7 faj
- Makararaja Roberts, 2007 - 1 faj
- Megatrygon Last, Naylor & Manjaji-Matsumoto, 2016 - 1 faj
- Neotrygon Castelnau, 1873 - 8 faj
- Pastinachus Rueppell, 1837 – 5 faj
- Pateobatis Last, Naylor & Manjaji-Matsumoto, 2016 - 5 faj
- Pteroplatytrygon Fowler, 1910 – 1 faj
- Taeniura J. P. Müller & Henle, 1837 – 3 faj
- Taeniurops Garman, 1913 - 1 faj
- Telatrygon Last, Naylor & Manjaji-Matsumoto, 2016 - 3 faj
- Urogymnus J. P. Müller & Henle, 1837 – 6 faj